# Maalon
Maalon (Maaloni) ist ein Verwaltungsbezirk (Ward) des Distrikts Ngorongoro in der tansanischen Region Arusha.

## Geografie
Maalon liegt im Norden von Tansania etwa 180 Kilometer Luftlinie nordwestlich von Arusha. Der Westen ist eine hügelige Hochfläche von etwa 1800 Meter Meereshöhe, der gebirgige Osten steigt auf über 2000 Meter an.
Der Bezirk grenzt im Norden an Oloipiri und Olorien, im Nordosten an Samunge, im Osten an Sale, im Süden an Arash und im Westen an den Distrikt Serengeti der Region Mara. Maalon hat eine Fläche von 619 Quadratkilometern. Bei der Volkszählung 2022 lebten hier 10.842 Menschen in 2276 Haushalten.

## Gliederung
Der Bezirk besteht aus vier Gemeinden (Mtaa) mit 14 Orten (Kitongoji):
| Loosoito - Loisoiti - Emurwadikir - Ndipilikwan | Maalon - Sitet - Maaloni - Ndung'orot - Lepolosi | Oloswashi - Kipambi - Looruka - Loswashi - Ngishupusi | Ngobereti - Engoberiti - Emarti - Eleleshwa |

## Wirtschaft und Infrastruktur
- Gesundheit: In der Gemeinde Loosoito gibt es eine staatliche Apotheke.[8]